# Awandjis
Les Awandjis (ou Bawandji ou Wandji) sont un groupe ethnique gabonais habitant les provinces de l'Ogooué-Lolo et du Haut Ogooué. Les Awandji sont souvent intégrés dans le groupe ethnique des Nzébis. Lastourville et Moanda sont des villes à majorité Bawandji.

## Société
L'organisation sociale wandji s'articule au tour du clan (oubáánda), et chaque individu est rattaché à quatre de ces clans (bikaghas).
Les membres de chaque clan se rattachent à une ancêtre mythique par une filiation supposée. 
Le groupe se caractérise par une devise qui glorifie l'ancêtre et relate certains de ses haut-faits, et par une plante alimentaire qui lui est associée. Dans certains cas, le clan est lié à un animal, sur lequel porte un interdit alimentaire pour les membres du dit clan.
- La généalogie mythique qui fonde l'existence de ces groupes de parenté divise très tôt les clans en sous-clans, ndzô.
- La généalogie historique est constituée du lignage minimum (oukota), qui regroupe les descendants sur quatre générations en ligne matrilinéaire d'un ancêtre féminin. Ce lignage a une profondeur généalogique constante et se segmente à chaque génération : il ne se définit donc que par rapport à un individu ou à un niveau généalogique, alors que clans et sous-clans restent fixés indépendamment de la position généalogique d'Ego par rapport à l'ancêtre fondateur.

Les clans sont toujours nommés selon l'ordre des naissances mythiques :
- Millagha, Mouyo, Rambou, Muanda,

- Litembe, Boungoundrou, Gnagni. (Chez les nzèbi : Mouanda, Maghamba, Chiéyi, Baghuli, Bassanga, Mitchimba, Mboundou).
Culturellement et linguistiquement, ils sont assez proches des Adoumas qui vivent en aval du fleuve. Ils avaient pour habitude de troquer le produit de leur chasse contre le poisson de leurs voisins.